# Vajtang Kikabidze
Vajtang Kikabidze (en georgiano: ვახტანგ კიკაბიძე; 19 de julio de 1938 - 15 de enero de 2023), también conocido como Buba (en georgiano: ბუბა) fue un cantante, actor, guionista, productor, compositor y político georgiano, miembro del Parlamento de Georgia desde 2020 hasta su muerte.

## Vida personal
Vajtang Kikabidze nació el 19 de julio de 1938 en Tiflis, la entonces capital de la Georgia soviética. Su padre Konstantín nació en el seno de una familia noble en la región de Kartli, mientras que su madre era Manana Bagratión-Davitishvili, descendiente del rey Alejandro I de Kajetia. A los 4 años, perdió a su padre, desaparecido durante la Batalla de la península de Kerch en 1942 . De 1959 a 1965, estudió en la Universidad Estatal de Tiflis. Entre 1961 y 1963, también estudió en el Instituto de Idiomas Extranjeros de Tiflis.
Vajtang Kikabidze estuvo casado con Irina Kebadze hasta su muerte en 2021. Juntos tuvieron un hijo, Konstantín, y dos nietos, Vajtang Jr. (Vato) e Ioane.
Kikabidze murió tras una larga enfermedad el 15 de enero de 2023, a la edad de 84 años.

## Carrera artística

### Como cantante
Cuando aún era estudiante, Vajtang Kikabidze se unió a la Filarmónica de Tbilisi. En 1967, se convirtió en solista en el conjunto Orera, un grupo vocal georgiano que se registró en 1958 como el primer conjunto vocal-instrumental de la Unión Soviética. En la década de 1980, se había convertido en un cantante aclamado en toda la URSS, lanzando el EP Poiot Vajtang Kikabidze en 1979 y su primer álbum en ruso, Mientras el corazón canta ("Пока сердце поёт") en 1981, seguido de El Deseo más adelante ese año. Su Melodía de amor de 1985 ("Мелодия Любви") cosechó elogios internacionales.
Desde la caída de la Unión Soviética, Buba fue un músico popular en el mundo rusófono. Realizó regularmente conciertos en Rusia (hasta 2008), Bielorrusia, Ucrania, y Azerbaiyán. En ocasiones, sus conciertos se han realizado con financiación del gobierno de Georgia. Su concierto de 2010 en Minsk fue polémico puesto que tuvo lugar durante la violenta represión del régimen de Lukashenko después de una disputada elección presidencial. A pesar de haber cortado sus lazos con Rusia después de la guerra ruso-georgiana de 2008, aseguró «haber extrañando a la audiencia rusa». Ha inspirado a varios cantantes más jóvenes, incluido Valeri Meladze, nacido en Georgia.

#### Discografía
- Pismó drugu. BUBA Records, 1999

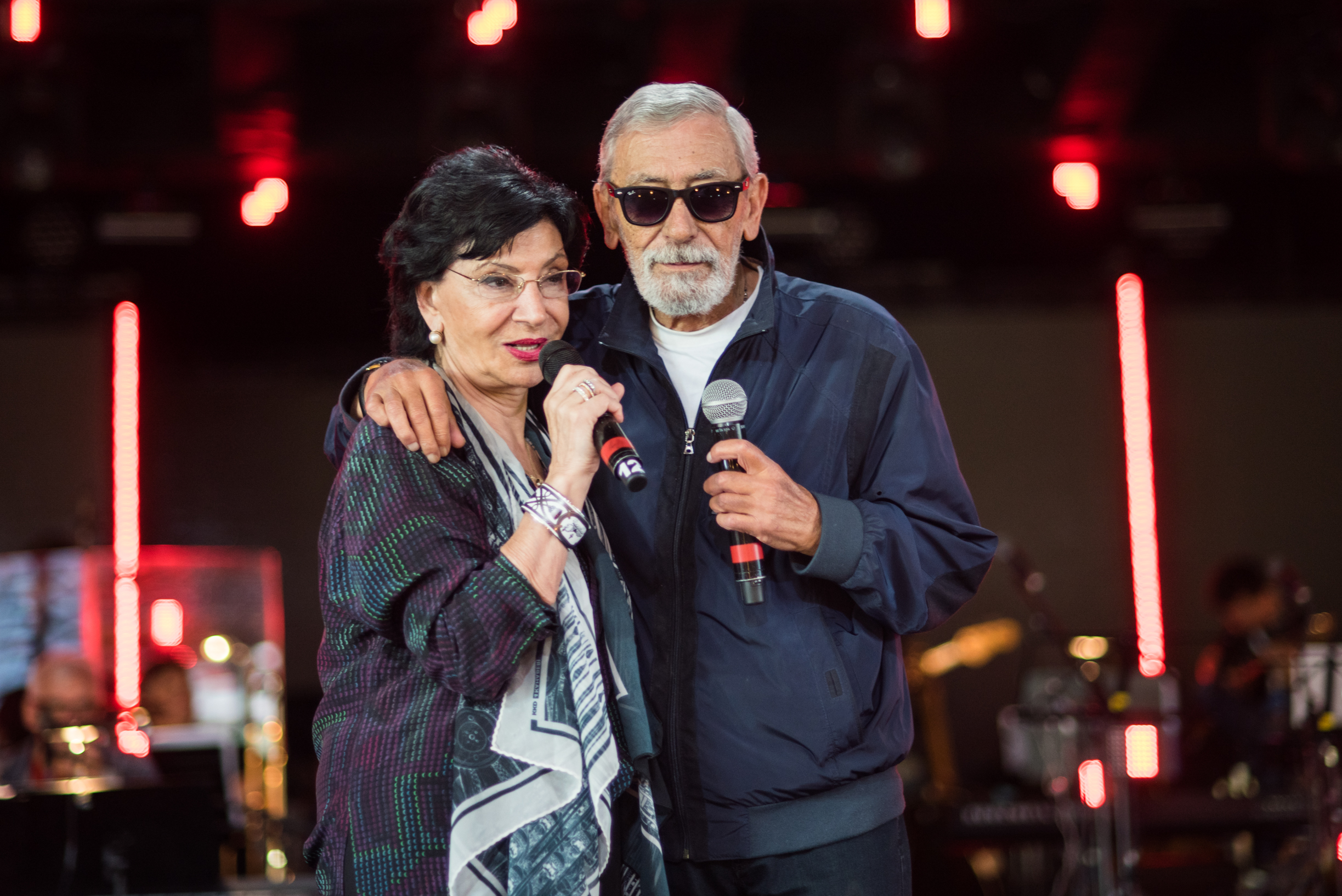
Buba y la cantante georgiana Nani Bregvadze en 2017

- Sekret schastya. BUBA Records, 1999
- Tango lyubví. OST-Records, 1999
- Lúchshie pesni. Noks Myuzik 2001
- Grand Collection. Kvadro-Disk, 2002
- Moí godá. Rússkoie snabshenie 2003
- Starikí-pasbóiniki. Super Music 2004
- Liubóvnoie nastroiénie. Nikitin, 2005

### Como actor

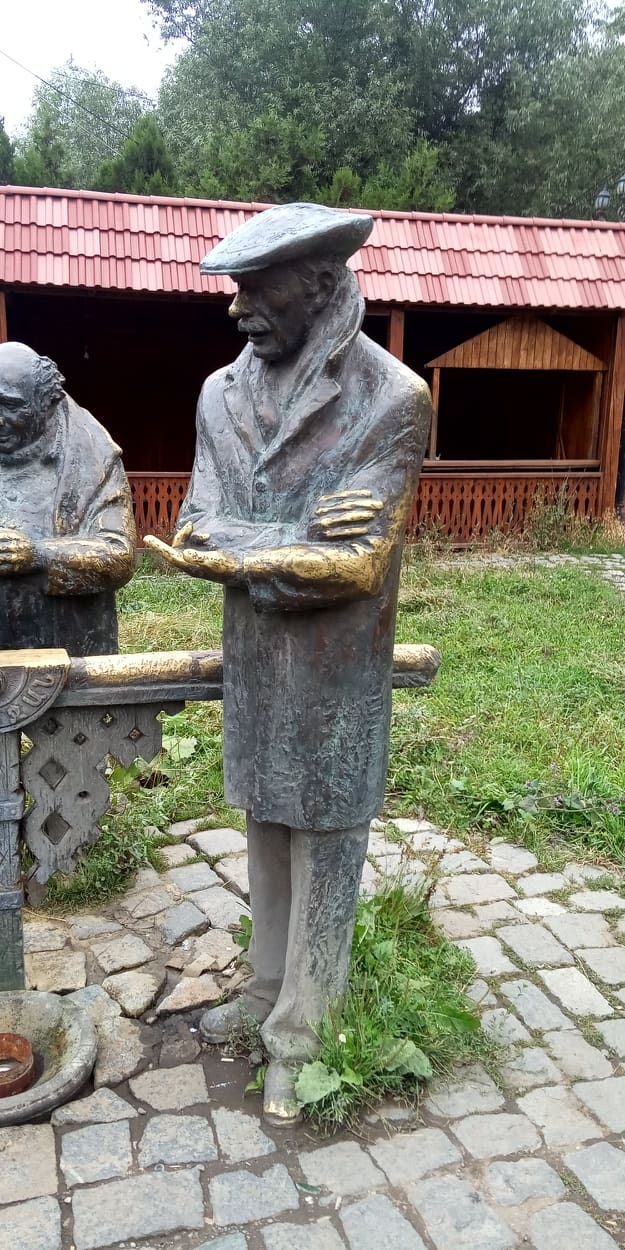
Estatua de Miminó en Armenia

A fines de la década de 1960, Buba saltó a la fama como actor en la industria cinematográfica soviética, enfocando su trabajo en películas georgianas soviéticas, aunque también actuó en varias películas rusas, incluida No te aflijas (1969), por la que recibió el premio a la mejor actuación de un papel masculino en el festival de cine de 1970 "Cartakhan-70" y Perdido sin esperanza (1972). Su papel más famoso fue el de Miminó en la película homónima de 1977, un piloto de helicóptero que sueña con volar a los Estados Unidos. La película se convirtió en un icono cinematográfico en el mundo soviético y recibió varios premios nacionales e internacionales. Buba se convirtió en un nombre familiar en Georgia y Rusia con películas como Melodías del barrio Vere (1974) y la miniserie TASS está autorizado a declarar... (1984). En 1999, su estrella se inauguró en la Plaza de las Estrellas de Moscú. Su última película, Fortuna, fue dirigida por el famoso director de cine georgiano Gueorgui Danéliya en 2000.

#### Filmografía
- Ku! Kin-dza-dza – Rusia, 2013
- Fortuna - Rusia, 2000
- Mamakatsebi - RSS de Georgia, 1985
- Olga i Konstantín - RSFS de Rusia, 1984
- TASS upolnomochen zayavit... – RSFS de Rusia, 1984
- Utro bez otmétok - RSFS de Rusia, 1983
- Itsotsjle genatsvale – República Socialista Soviética de Georgia, 1981
- Shejvedramde, megobaro... - República Socialista Soviética de Georgia, 1980
- Miminó  – RSFS de Rusia, 1977
- Propávshaya ekspedítsiya - RSFS de Rusia, 1974
- Veris ubnis melodiebi - RSS de Georgia, 1974
- Sovsem propashchiy – RSFS de Rusia, 1972
- Me, gamomdziebeli - RSS de Georgia, 1971
- Ar daidardo, Ne goriuy - RSS de Georgia/RSFS de Rusia, 1969
- Orera, sruli svlit - RSS de Georgia, 1967
- Shejvedra mtashi - RSS de Georgia, 1966

### Como guionista
Como guionista y director, Kikabidze produjo dos largometrajes:Bud zdorov, dorogói!, que recibió el máximo galardón en el Festival Internacional de Comedia de Gábrovo (Bulgaria), y Muzhchiny i vse ostalnyie.

#### Filmografía
- Itsotsjle genatsvale – República Socialista Soviética de Georgia, 1981
- Mamakatsebi - República Socialista Soviética de Georgia, 1985

## Puntos de vista políticos

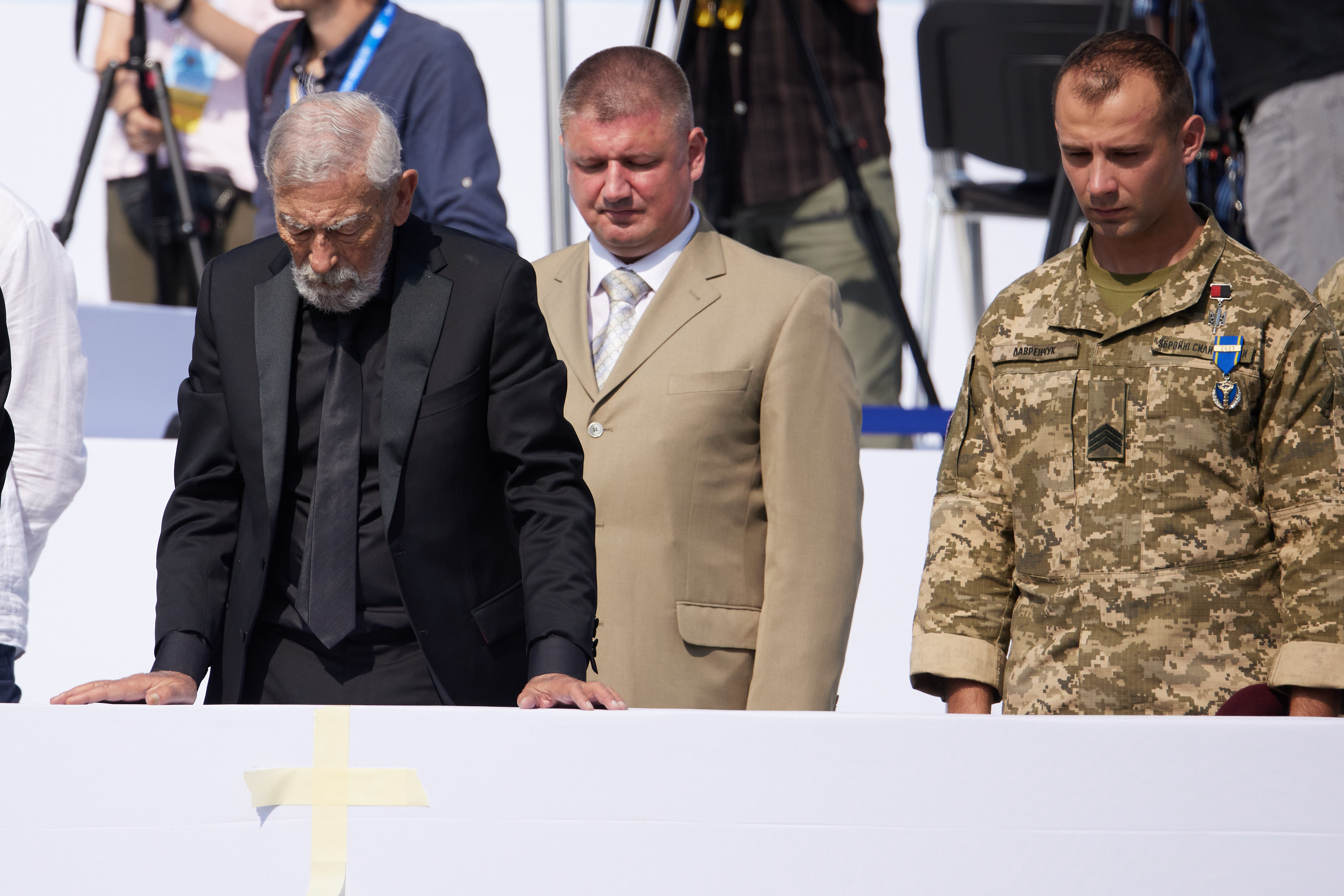
Buba Kikabidze en un desfile del Día de la Independencia de Ucrania, 2021

Ya durante la Unión Soviética, Buba Kikabidze fue una de las pocas figuras públicas que hizo declaraciones críticas contra el gobierno comunista. En 1989, grabó una canción junto a otros cantantes famosos en solidaridad con las víctimas de la tragedia del 9 de abril. Como figura pública en Georgia, respaldó regularmente al Movimiento Nacional Unido y expresó anuncios de campaña para el partido durante las elecciones parlamentarias de 2008 . Le dijo a los medios rusos que votó por Mijeíl Saakashvili. Durante las protestas antirrusas de 2019 en Tifilis que resultaron en la dispersión violenta de los manifestantes por parte de las fuerzas del orden, se posicionó de parte de los manifestantes.
Aunque Buba había sido una figura famosa en la cultura rusa, cortó todos los lazos con el país después de la guerra ruso-georgiana de 2008. Durante el conflicto rechazó la Orden de la Amistad que le había concedido en julio de ese año el presidente Dmitri Medvédev y canceló el concierto dedicado a su 70 cumpleaños que se iba a celebrar en el Kremlin como protesta contra las acciones de Rusia. Afirmó ser una persona no grata en Rusia y fue apoyado por varios artistas rusos, incluidos Mijaíl Kozakov, Oleg Basilashvili y Valeri Meladze. Después de la guerra, refiriéndose a la sociedad rusa, interpretó la canción Me decepcionasteis en la que canta:

No me traicionasteis. Me decepcionasteis.

Según el artista, la canción no estaba dirigida al gobierno ruso sino a la intelectualidad rusa, a la que creía culpable de no acudir en ayuda de Georgia. Había declarado que volvería a actuar en Rusia «solo después de que la última bota rusa abandonara suelo georgiano».
Buba Kikabidze fue partidario de las protestas del Euromaidán de 2014 en Ucrania y amigo cercano del expresidente ucraniano Víktor Yúshchenko. El presidente Volodímir Zelenski llamó a Buba un «modelo a seguir» y lo invitó a su toma de posesión en 2019.

## Carrera política

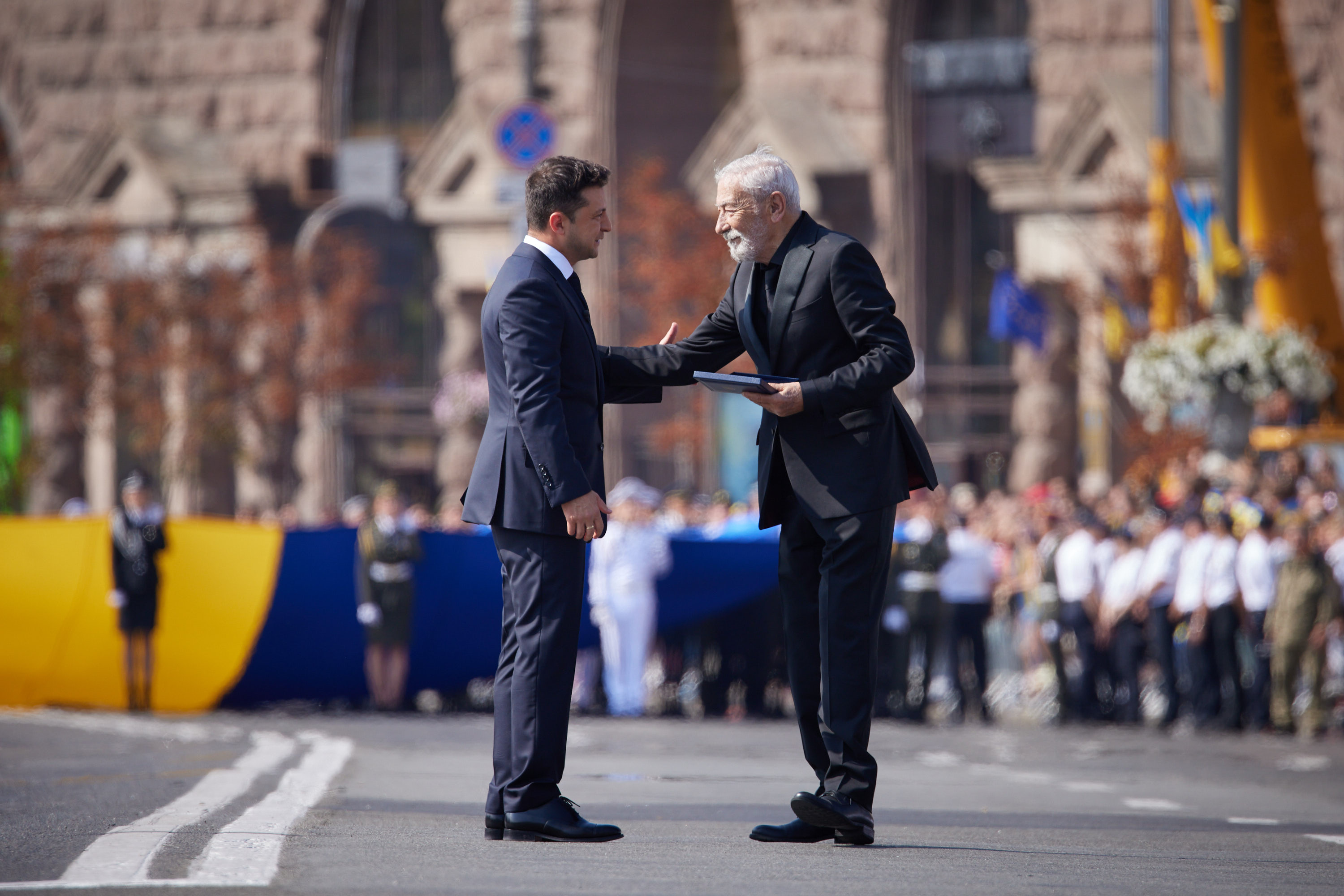
Kikabidze recibe la Orden del Príncipe Yaroslav el Sabio de manos del Presidente de Ucrania Volodímir Zelenski en 2021

En elecciones parlamentarias de 2020 Vajtang Kikabidze fue cabeza de lista de «La Unidad hace la fuerza», un bloque electoral liderado por el Movimiento Nacional Unido, que incluye a varios partidos de la oposición. La elección fue controvertida, con el expresidente del parlamento David Usupashvili afirmando que la elección tenía «poco sentido ya que él no estaría involucrado en la formulación de políticas [de bloques]» y el primer ministro Giorgi Gajaria llamándolo «viejo como las ideas [la oposición] apoya», una declaración criticada como un ejemplo de discriminación por edad. El expresidente Mijeíl Saakashvili, —candidato a primer ministro de la coalici— respaldó la elección llamándolo «un gran patriota georgiano», mientras que la influyente diputada de la UNM, Tinatín Bokuchava, lo llamó un «símbolo de patriotismo». A pesar de que Saakashvili lo calificó como un «político talentoso», el propio Kikabidze dijo que su candidatura no significaba que estuviera «metiéndose en política» y agregó que un gobierno dirigido por la UNM podría usarlo para reconstruir los lazos con Rusia. Durante la campaña, Buba causó polémica por cantar un verso de la canción georgiana Tbilisó en ruso durante un mitin, lo que justificó con su deseo de «que todos sepan lo hermosa que es Georgia».
Tras ganar un escaño en el Parlamento, fue uno de los 49 diputados que se negaron a reconocer los resultados de las elecciones debido a las acusaciones de fraude electoral masivo, por lo que declararon un boicot. No obstante, permaneció activo en la política y estuvo presente en la sede de la UNM cuando la policía irrumpió en febrero de 2021 para arrestar al presidente del partido, Nika Melia. Terminó su boicot en mayo de 2021 después del breve acuerdo facilitado por la UE entre Sueño Georgiano y la oposición. Desde entonces participó como miembro del Comité de Cultura. Es el diputado de mayor edad del Parlamento y nunca ha votado desde que se incorporó al mismo.
En un discurso durante la Cumbre de Petra entre los líderes de la «Asociación Trío», el presidente ucraniano Volodímir Zelenski felicitó a Kikabidze por su 83 cumpleaños y lo invitó a Kiev . Estuvo en Kiev el 24 de agosto, donde Zelenski le otorgó la Orden del Príncipe Yaroslav el Sabio, un día después de haberle otorgado al primer ministro de Georgia, Irakli Garibashvili, Orden al Mérito. Kikabidze se ha mostrado crítico con el gobierno georgiano por el trato dado a Mijeíl Saakashvili, en prisión desde octubre de 2021, apoyando su liberación y regreso a Ucrania. En noviembre, se reunió con Zelenski a fin de presionarlo para que interviniese en el asunto. Así mismo, hizo un llamamiento público a Bidzina Ivanishvili, el empresario vinculado a Rusia y fundador del partido gobernante Sueño Georgiano.

## Premios
Buba Kikabidze recibió varios premios de Georgia, Rusia y Ucrania. Había sido «Artista del Pueblo de Georgia» desde 1980, lo que le dio derecho a una pensión vitalicia del Estado. También ha sido galardonado en varios concursos de música y festivales de cine de la antigua URSS. Recibió el Premio a la Trayectoria en el Festival de Cine de Batumi de 2017. Además recibió el Premio Estatal de la Unión Soviética, la Orden del Rey Vajtang Gorgasali (Georgia), así como la Orden de Nikolái el Milagroso (Ucrania), la Orden de la Victoria de San Jorge (Georgia) y la Cruz de Caballero de San Constantino el Grande (Georgia).
Se convirtió en ciudadano honorario de Tiflis en 1998. En 2013, el presidente Saakashvili le otorgó el Premio Shotá Rustaveli. En 2014, fue nombrado «Hombre del año» en Ucrania y premiado por el expresidente Yúshchenko.